# A8C22

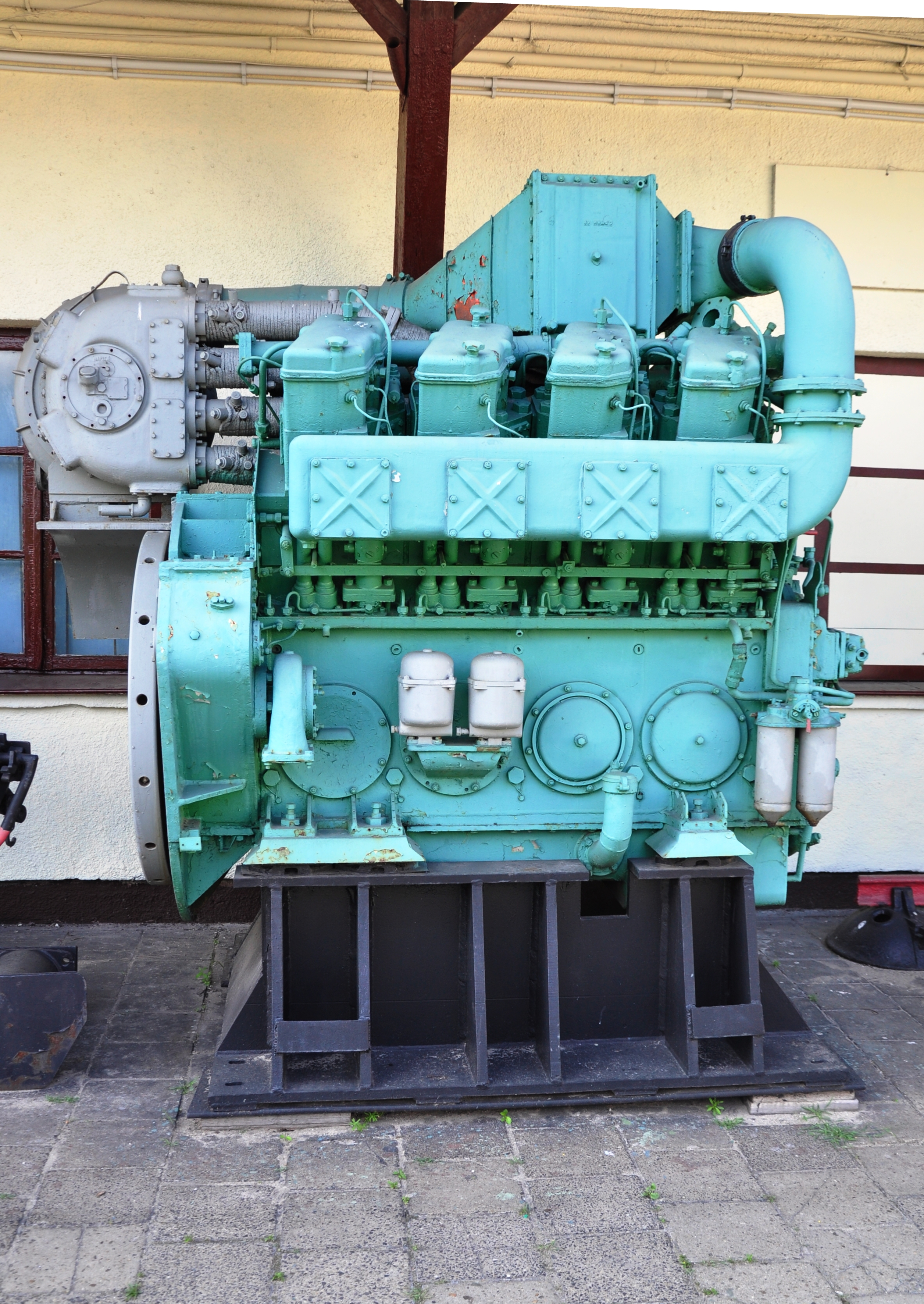
a8C22W

a8C22 – polski silnik wysokoprężny (z rodziny C22), wersja seryjna prototypowego silnika 8C22 do lokomotyw manewrowowych SM42, a w późniejszym czasie odmiany tegoż silnika a8C22W do lokomotyw SM31. Skonstruowany w Centralnym Biurze Konstrukcyjnym Silników Spalinowych (CBKSS). W 1967 roku wprowadzony do produkcji seryjnej w Zakładach Metalowych im. Hipolita Cegielskiego w Poznaniu. Jest to ośmiocylindrowy silnik widlasty (kąt rozwidlenia 50 stopni) z turbosprężarkowym doładowaniem cylindrów o pojemności 81600 cm³. Wersja a8C22W miała zwiększoną moc z uwagi na zastosowany intercooler. Powstały też dwa prototypowe 12 cylindrowe silniki 12C22W, przewidziane do zastosowania w lokomotywach liniowych (SU45). Nie zostały jednak wprowadzone do produkcji seryjnej. Powodem była pozatechniczna decyzja zakupu licencji – Fiat 2112SSF. 
Lokomotywa z silnikiem 12C22W nosiła oznaczenie SU45-001 (oznaczenie fabryczne 301D-001/1965). Lokomotywa testowana była do około 1976 roku i po wielu problemach została odstawiona na terenie zakładów HCP, gdzie z czasem została skasowana.  

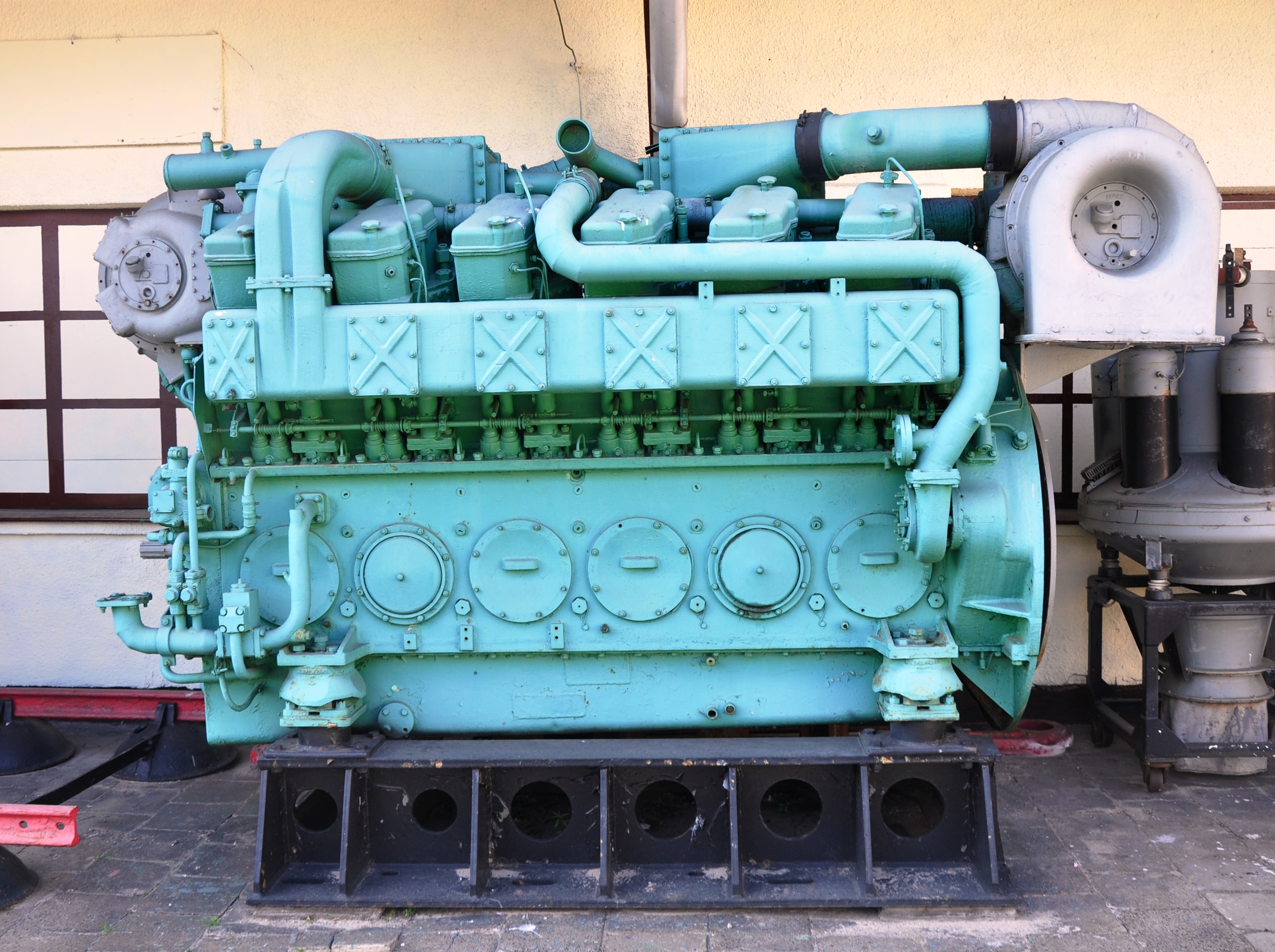
12C22W

## Parametry silników z rodziny C22
| Typ silnika | Moc silnika (kW/KM) | Obroty/min. | Liczba cylindrów |
| ----------- | ------------------- | ----------- | ---------------- |
| a8C22       | 588/800             | 1000        | 8                |
| a8C22W      | 882,4/1200          | 1000        | 8                |
| a8C22HS     | 1176,5/1600         | 1000        | 8                |
| 6C22        | 588/800             | 1000        | 6                |
| 12C22W      | 1323,5/1800         | 1000        | 12               |